# Marie Dentière

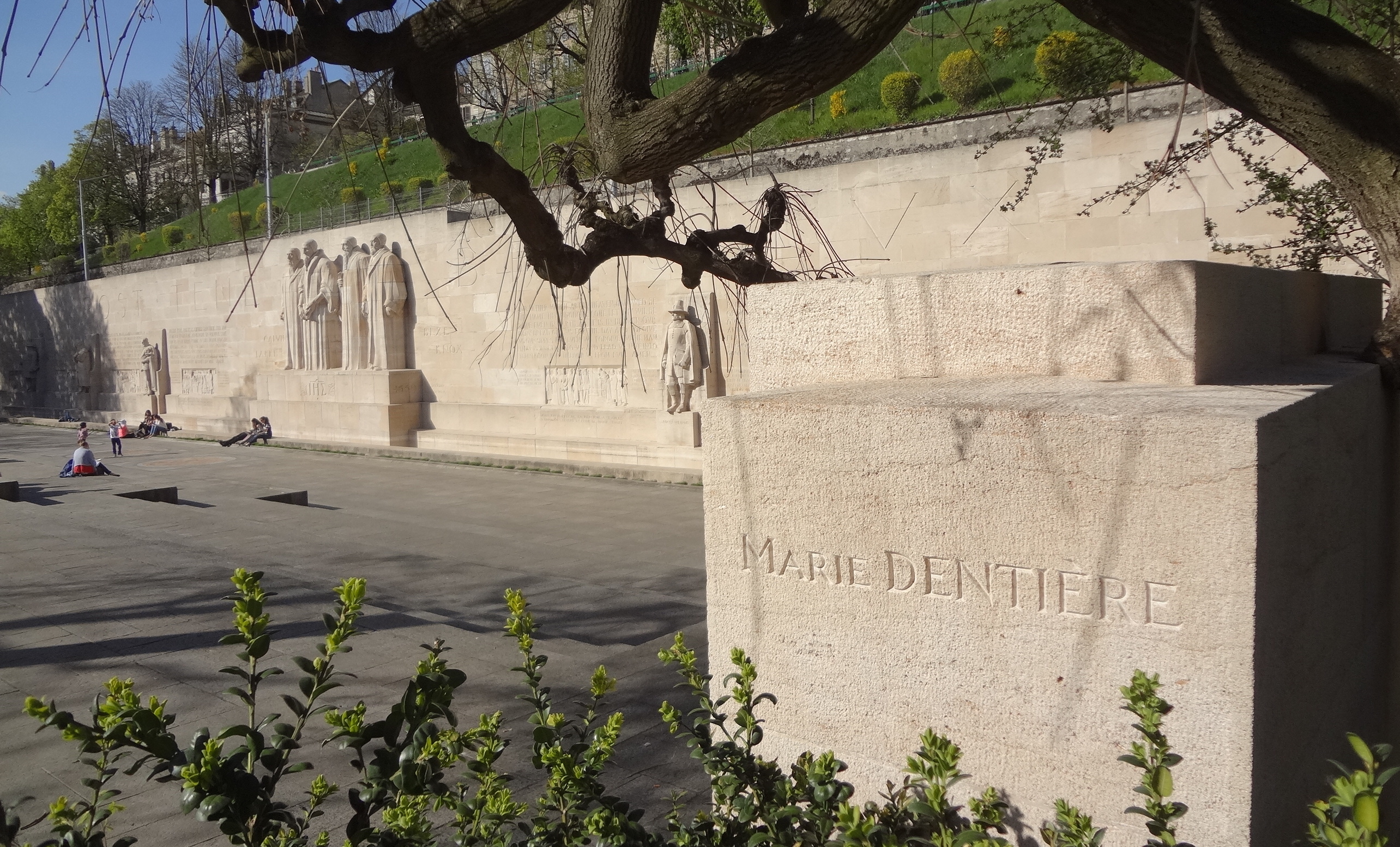
Inskrypcja poświęcona Marie Dentière.

Marie Dentière (inna wersja nazwiska: Marie d'Ennetières) (ur. 1490, zm. 1561) – to jedna z nielicznych wybitnych kobiet-teologów, francuskojęzyczna Niderlandka, początkowo przeorysza w zakonie augustianek, następnie żona pastora, historyk i teolog protestancki. Przez wieki zapomniana lub wyszydzana (jako rzekomo kobieta o zbyt wybujałych ambicjach), została na nowo odkryta pod koniec XX wieku. Oznaką docenienia jej wkładu w rozwój teologii protestanckiej jest umieszczenie jej nazwiska w 2003 na Pomniku Reformacji w Genewie.

## Życiorys

### Zmiana wyznania
Pochodząca z rodziny szlacheckiej z Flandrii, Marie zostaje przeoryszą w zakonie augustianek w klasztorze w Près-Porchins koło Tournai. Do klasztoru wcześnie docierają pisma Marcina Lutra i Marie pod ich wpływem opuszcza klasztor i w 1524 nawraca się na protestantyzm. Przybywa do Strasburga, gdzie wychodzi za mąż za byłego księdza (również z Tournai) Simona Roberta. Z tego związku rodzą się dwie córki. Marie z mężem przenosi się do Szwajcarii, do Bex, a następnie do Aigle, gdzie Robert jest pastorem (Marie pomaga mu w działalności duszpasterskiej) aż do jego śmierci w 1532.

### Powtórne małżeństwo
Osobowość i inteligencja Marie zafascynowały młodszego od niej o 19 lat Antoine Fromenta- bliskiego współpracownika Wilhelma Farela i Marie zostaje żoną Fromenta (ona miała wówczas 43 lata, on - 24). Z tego związku rodzi się jedna córka. Małżeństwo osiedla się w Genewie w 1535, gdzie w rok później Marie publikuje anonimowo (książki autorstwa kobiet były źle widziane) swoje pierwsze dzieło: La guerre et déslivrance de la ville de Genève (Wojna i wyzwolenie miasta Genewy), które cechuje się dobrym przygotowaniem teologicznym i historycznym autorki oraz doskonałym i zwięzłym stylem pisarskim. Ta książka przyczyniła się do utrwalenia Reformacji w Genewie.

### Teologia i prawa kobiet
Marie utrzymuje ożywioną korespondencję z wybitnymi intelektualistami epoki, m.in. z Małgorzatą, królową Nawarry (matką chrzestną jej córki). Podejmuje też aktywną działalność misyjną, udając się m.in. do klasztorów, gdzie usiłuje nawrócić zakonnice na protestantyzm. Spisuje własne przemyślenia teologiczne (kalwińskie), w których kładzie nacisk na wolę bożą, jako podstawę losu świata i człowieka oraz "słowo boże" jako sposób wyrażania tej woli. Podkreśla rolę łaski jako głównej cechy bożego miłosierdzia.
W 1539 publikuje kolejną książkę, której rozdział pt. Défense pour les femmes (Obrona kobiet) podejmuje nowatorską tematykę: Marie broni prawa kobiet do samodzielnego studiowania i analizowania Biblii, podkreśla (ilustrując to przykładami biblijnymi) ważną rolę kobiet w historii. Opowiada się też za dopuszczeniem kobiet do działalności misyjnej (opierając się na słowach Jezusa, skierowanych do kobiet, które przyszły do jego pustego grobu). 
Książka Marie była zbyt nowatorska jak na tamtą epokę i wyraźnie sprzeczna z naukami genewskich pastorów, którzy widzieli kobiety wyłącznie w roli żon i matek. Z tego powodu nakład książki został skonfiskowany.

### Ostatnie lata życia
Po powrocie Jana Kalwina do Genewy, mąż Marie popada w konflikt z tym nowym przywódcą, głównie z powodu swojego bezgranicznego przywiązania do żony. Farel podsyca ten konflikt opisując Kalwinowi Fromenta jako męża zdominowanego przez zaborczą i ambitną żonę, topiącego swoje troski w alkoholu (co było przesadą ze strony Farela). Ponieważ Kalwin nie miał najlepszej opinii o kobietach, a szczególnie potępiał wszelkie twórcze działania kobiet, to i jego opinia o Fromencie i Marie stawała się coraz gorsza. Krytykowano również zaangażowanie Fromenta w handel winami. W końcu Marie zabroniono jakiejkolwiek działalności publicznej, a Froment w 1542 przestał być pastorem i zaczął pracować jako notariusz. Paradoksalnie, okazało się, że Marie jest autorką przynajmniej jednego kazania, wygłoszonego przez Kalwina.

## Dzieła
- La guerre et déslivrance de la ville de Genève (Wojna i wyzwolenie miasta Genewy) 1536
- Défense pour les femmes (Obrona kobiet) 1539
- Epistre tres utile, faicte ey composée par une femme chréstienne de Tornay, envoyée a la Royne de Navarre, seur de Roy de France, contre les Turcz, Juifz, Faux créstiens, Anabaptists et Lutheriens (Pismo bardzo użyteczne, napisane przez chrześcijankę z Tournai, wysłane do Królowej Nawarry, siostry Króla Francji, przeciwko Turkom, Żydom, fałszywym chrześcijanom, anabaptystom i luteranom) 1539
- Zbiór pism 1561